# United States Forces Iraq
Die United States Forces Iraq (USF-I) war ein Großverband der US-Streitkräfte, dem alle amerikanischen Truppen im Irak unterstellt waren (ca. 112.000). Er war dem US Central Command (CENTCOM) unterstellt. Nachdem bis Mitte 2009 alle verbündeten Staaten der Koalition der Willigen ihre Truppen aus dem Irak abgezogen hatten, wurden die US Forces Iraq zum 1. Januar 2010 unter Eingliederung des Multi-National Force – Iraq und des für die Ausbildung der irakischen Sicherheitskräfte zuständige Multi-National Security Transition Command Iraq aus dem Vorgängerverband Multi-National Force Iraq gebildet.
Durch den Abzug der US-Truppen wurde der Verband am 15. Dezember 2011 aufgelöst.